# 민도리식

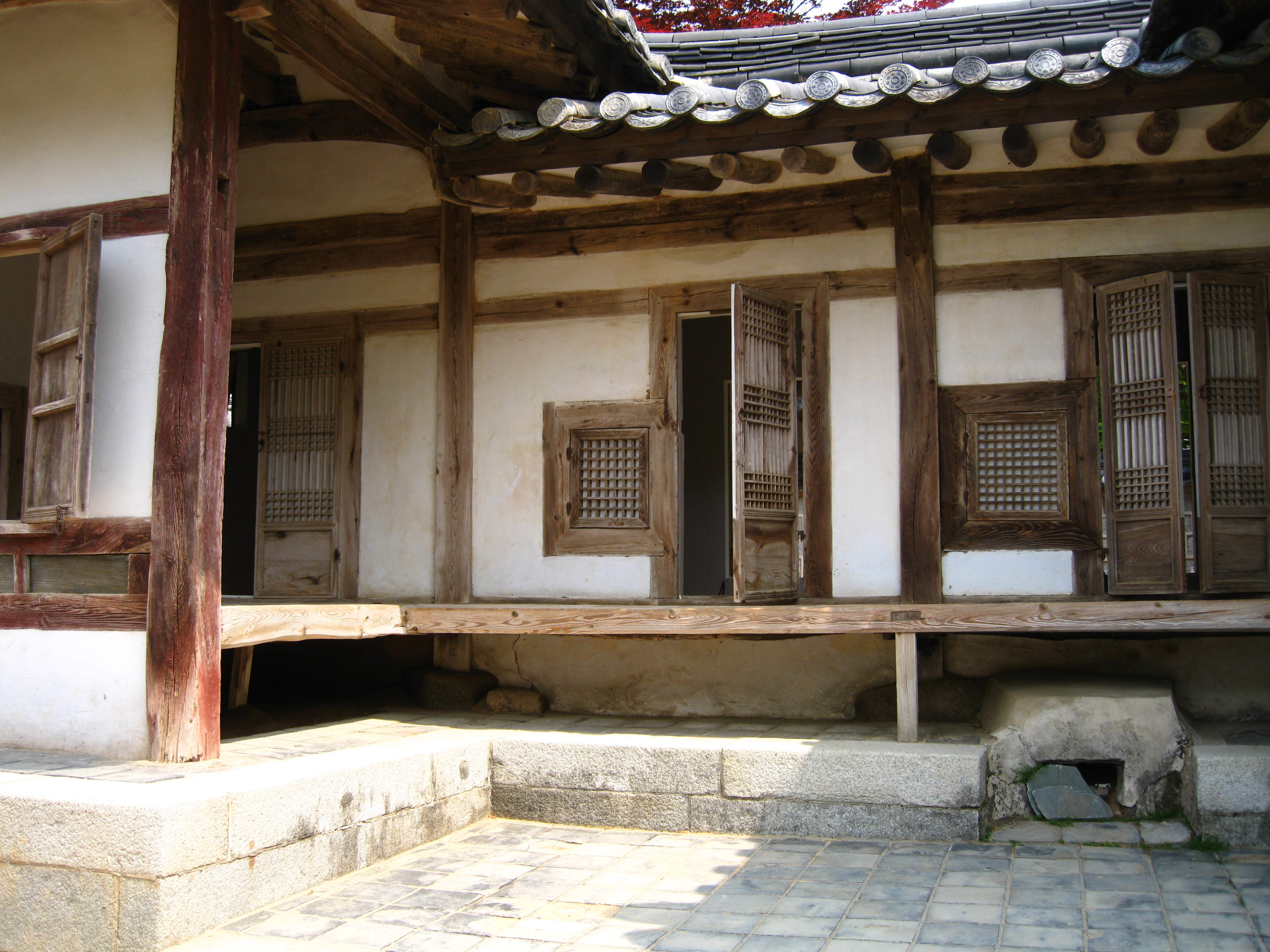
안동 도산서원 농운정사

민도리식(-式)은 기둥 상부에 주두를 비롯한 살미와 첨차, 익공 등의 공포부재를 사용하지 않고 기둥이 직접 보를 받도록 한 목조 구조이다.

## 구분
한국의 목조 건축은 기둥 상부가 보를 받도록 하는 부분의 구성에 따라 크게 다음과 같이 구분된다.
- 포
- 익공
- 민도리

민도리집은 굴도리집과 납도리집으로 구분된다. 굴도리집은 납도리집에 비해 구조가 좀 더 복잡하고 격식이 높으며, 납도리집은 격식이 낮은 건물에 주로 사용된다.

## 특징
민도리집 구조는 주두와 살미, 첨차, 익공 등의 부재를 사용하지 않고 기둥 상부가 보를 받도록 한다. 별도의 창방을 사용하지 않으나 굴도리집 구조에서는 장혀가, 납도리집 구조에서는 납도리가 창방의 역할을 겸한다.
퇴계가 직접 설계한 안동 도산서원 농운정사는 정면 4칸, 측면 3칸 규모의 민도리식 맞배지붕이다.